# Wizards of the Lost Kingdom
Wizards of the Lost Kingdom ist ein US-amerikanischer Fantasy-Abenteuerfilm aus dem Jahr 1985 von Héctor Olivera und Alan Holleb. Er wurde 1989 mit Ein Königreich vor unserer Zeit – Wizards Of The Lost Kingdom II fortgesetzt.

## Handlung
Im Königreich Axeholme lebt Simon, Sohn von Wulfrik, dem Hofzauberer des Königs. Die Frau des Königs, Udea, plant gemeinsam mit dem bösen Zauberer Shurka einen Staatsstreich. Daher wird der regierende König ermordet und dessen Tochter, die Prinzessin Aura, eingesperrt. Auch Wulfrik befindet sich auf der Liste der unerwünschten Personen am Hofe. Kurz vor seinem Tod gelingt es ihm, seinen ebenfalls bedrohten Sohn zusammen mit seinem besten Freund Gulfax in Sicherheit zu teleportieren. Außerdem übergibt er ihm seinen mächtigen magischen Ring. Kurz darauf wird Wulfrik von Shurka getötet. Während der Flucht verliert Simon den Ring, ohne dass er es zuerst merkt.
Auf seiner Flucht begegnet er dem Krieger Kor und sie beschließen, sich zusammenzutun und gemeinsam die Prinzessin zu befreien und das Königreich zu retten. Doch Shurka plant dies zu verhindern und so hetzt er der Gruppe monströse Insekten auf den Hals, denen sie noch gerade so entkommen können. Im Nachtlager kommt Simon zur Erkenntnis, dass ohne eine Armee ein Sieg unwahrscheinlich ist. Daher ruft er längst verstorbene legendäre Krieger von dessen Ruhestätten herbei und nutzt seine Kräfte, um sie wiederzubeleben. Doch die Untoten entpuppen sich nicht als Verbündete, sondern attackieren ihn. Kor und Simon stoßen später auf die Hütte des Kobolds Hurla, die gerade einem Angriff von Echsenmenschen widerstehen muss. Dank Simons Magie kann der Angriff erfolgreich abgewehrt werden und Hurla schließt sich aus Dank der Gruppe an.
Auf dem Weg Richtung Schloss wird Kor von Zyklopen entführt, die darüber streiten, ob man ihn essen oder verheiraten sollte. Erneut kann Simon ihn retten. Am nächsten Tag bemerken sie an einem Wasserfall, wie scheinbar eine Frau ertrinkt. Kor beschließt, die junge Frau zu retten, doch dabei bemerkt er, dass es sich um eine Najade, eine Nymphe und Hüterin des Flusses, handelt. Sie gewährt ihnen die Fortsetzung der Reise, da sie die Heldenprüfung bestanden haben. Shurka hat mittlerweile die Königin ebenfalls eingesperrt und will dadurch die alleinige Macht im Königreich. Um seine Macht zu festigen beschließt er, die Prinzessin Aura zu heiraten, die er daher versucht zu hypnotisieren.
Sie erreichen schließlich die Burg und dringen in die Verließe vor. Dort befreien sie gleichgesinnte Dorfbewohner aus dem Gefängnis. Dadurch entwickelt sich auf dem Burghof eine Schlacht zwischen den befreiten Dorfbewohnern und Shurkas Soldaten. Simon schafft es im Durcheinander, den magischen Ring wieder in seinen Besitz zu bringen. Auf den Türmen der Burg kommt es zum finalen Kampf zwischen den beiden Zauberern, die sich mit Magie bekämpfen. Simon geht als Sieger hervor und kann seinen Widersacher töten. Simon heiratet im Anschluss ihrer Befreiung Aura und wird zum neuen König ernannt. Kor reist nach der Hochzeit ab, auf der Suche nach weiteren Abenteuern.

## Hintergrund

### Produktion
Produktionsstart war der 1. November 1983. In den Hauptrollen sind Bo Svenson als Kämpfer Kor, der damalige Kinderdarsteller Vidal Peterson als Zauberlehrling Simon, Thom Christopher als böser Zauberer Shurka und Barbara Stock als böse Königin zu sehen. Dolores Michaels, die die Prinzessin Aura verkörperte, hat hier ihre einzige Filmrolle. Gedreht wurde in Buenos Aires.
Einige Szenen wurden direkt aus den Filmen Mächte des Lichts von 1982 und Der Todesjäger von 1983 entnommen. Drehbuchautor Ed Naha äußerte sich in einem Interview mit Frank Lovece später:

„Ich glaube nicht, dass dieser Film so sehr gedreht wurde, dass er zu Tode geprügelt wurde. Als sie das Filmmaterial auf das Nützliche reduzierten, dauerte er nur 58 Minuten. Nun hatte Roger viele Schwert-und-Zauberei-Filme gedreht, und so forderte er einige der Redakteure auf, alles Mögliche aus ihnen herauszuholen und das Filmmaterial zu bearbeiten. Jetzt hat der fertige Film eine 15 oder 20-minütiger Prolog, der nichts mit dem Rest des Films zu tun hat!“

### Veröffentlichung
Der Film gab am 17. Mai 1985 sein Debüt in den USA. In Deutschland erschien er am 1. Mai 1986 im Videoverleih. In Deutschland erschien der Film unter verschiedenen Titeln. So wurde als Name für den DVD-Vertrieb der Titel Der Zauberer des vergessenen Königreichs gewählt, in Fernsehausstrahlung wurde der Film als Der Zauberring angepriesen. Am 29. November 2019 erschien der Film in Deutschland auf Blu-ray.

### Fortsetzung
Im Jahr 1989 erschien die Fortsetzung Ein Königreich vor unserer Zeit – Wizards Of The Lost Kingdom II. Dabei wurde der komplette Cast ausgetauscht. Ed Naha äußerte sich:

„Drei Jahre später bin ich auf der Hochzeitsfeier eines Freundes, der immer noch für Roger arbeitet. Und Roger ist da. Also unterhielten wir uns und machten Witze, und ich sagte: „Ah, Mann, erinnerst du dich an den Film „Die Zauberer des verlorenen Königreichs“?“ Und er sagte: „Oh, weißt du, das ist im Video sehr gut gelungen.“ Wir haben eine Fortsetzung gedreht!“

## Rezeption
„Naive Fantasy-Geschichte.“

Wizards of the Lost Kingdom wurde von Kritikern gemischt bis positiv aufgenommen, die ihn für eine leichtere und sanftere Verbesserung gegenüber den Barbarenfilmen von Roger Corman aus den 80er Jahren halten.
Auf Rotten Tomatoes hat der Film einen Anteil positiver Zuschauerwertungen von 20 % bei über 100 Bewertungen. In der Internet Movie Database hat der Film bei über 1.800 Stimmenabgaben eine Wertung von 2,9 von 10,0 möglichen Sternen (Stand: 21. August 2023).
Sowohl Wizards of the Lost Kingdom als auch dessen Fortsetzung wurden am 14. April 2017 in der elften Staffel des Formats Mystery Science Theater 3000 gezeigt.
Der Film wurde am 22. September 2023 auf Tele 5 als Teil des Sendeformats Die schlechtesten Filme aller Zeiten ausgestrahlt.